# 핫피

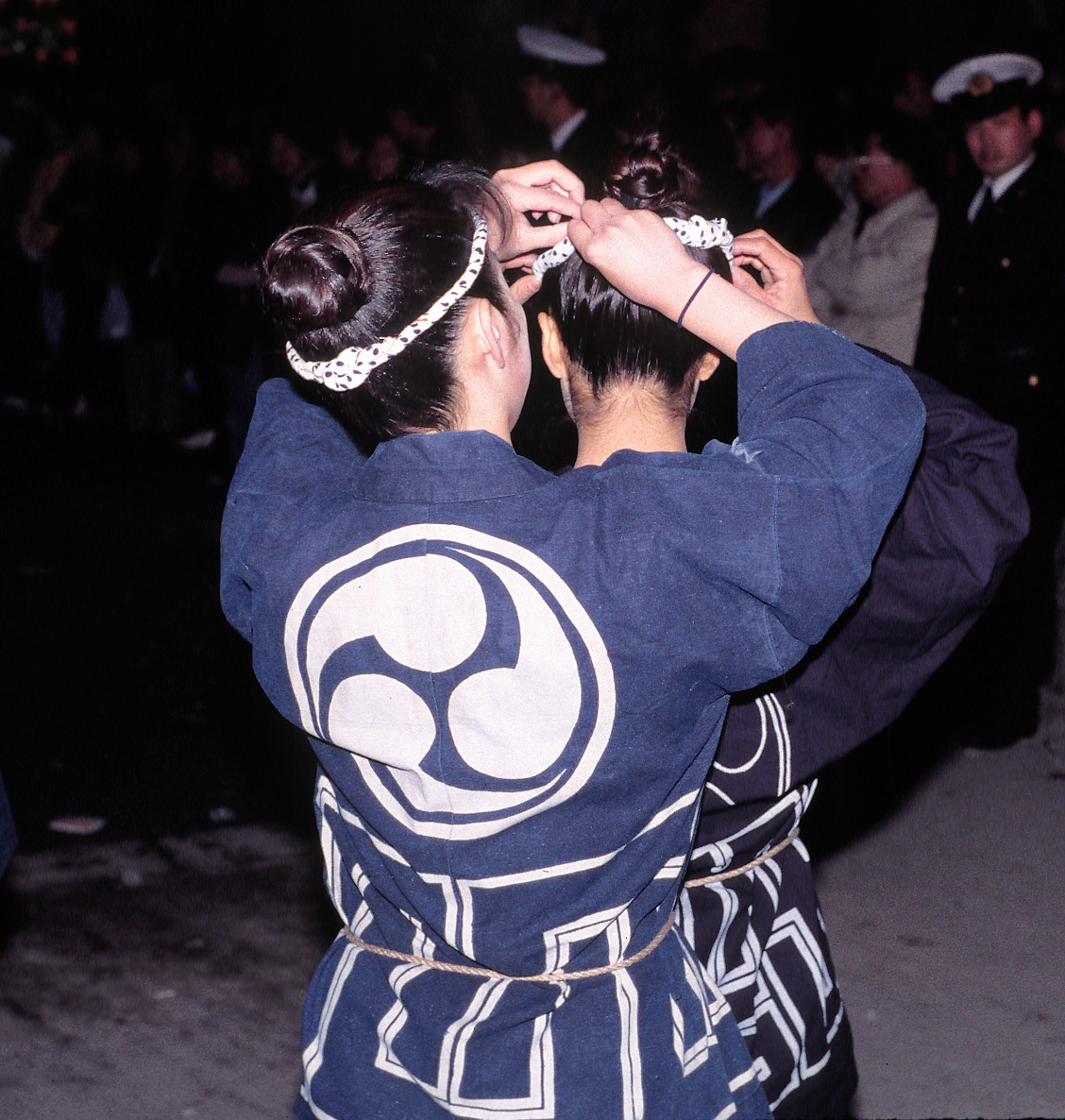
핫피

핫피(法被 또는 半被, はっぴ)는 일본 전통 의상으로, 주로 축제 참가자들이나 장인들이 착용한다. 쪽색이나 갈색 무명으로 만들며, 옷깃에 옥호나 상표 등을 염색한다. 일반적으로 허리 또는 무릎까지 오는 겉옷 형식으로, 소맷자락 없는 통모양의 소매를 가리키는 츠츠소데(筒袖, つつそで), 소맷자락 아랫부분을 꿰매지 않은 것을 가리키는 히로소데(廣袖, ひろそで)로 이뤄진 단순한 모양이 특징이다. 무사가 한 집안의 문장을 염색한 핫피를 착용한 것을 시초로 하여 후대에 장인, 소방사 등의 사람들도 착용하기 시작했다. 본래 핫피는 일본 전통 의상의 앞가슴에 달린 끈을 칭하는 무나히모(胸紐, むなひも)가 달린 외겹옷이었으며, 이에 반해 한텐(半纏, はんてん)은 겹옷이었지만 에도 시대 말기에는 그 구별이 사라졌다. 핫피는 소매에서 가슴에 걸쳐 세로로 문자를 넣어 그 사람의 소속이나 이름, 의사를 표현할 수 있다.
'핫피'라는 단어는 고대 일본 최고정장인 소쿠다이(束帶)를 입을 때 윗옷인 '호'(袍, ほう)의 안쪽에 착용한 소매 없는 조끼인 한피(半臂, はんぴ)에서 유래했다고 한다.
최근엔 축제뿐만 아니라 스포츠 응원시, 백화점 바겐세일 시 점원이 입는 의상 등 여러 용도로 사용되고 있다.